# سلب پلتفرم
سلب پلتفرم، پلتفرم زدایی یا بی پلتفرمی نیز شناخته می‌شود، نوعی کنشگری سیاسی یا سانسور توسط یک فرد، گروه یا سازمان با هدف خاموش کردن سخنرانان یا سخنان بحث‌برانگیز، یا محروم کردن آنها از دسترسی به محلی است که بتوانند در آن ابراز عقیده کنند. تاکتیک‌های مورد استفاده برای دستیابی به این هدف در میان گروه‌های شامل اقدام مستقیم و کنشگری اینترنتی است.
این کار همچنین روشی است که توسط رسانه‌های اجتماعی و سایر شرکت‌های فناوری به‌طور گزینشی برای تعلیق، ممنوع کردن یا محدود کردن دسترسی کاربرانی به پلتفرم خود، که متهمند شرایط سرویس دهی این پلتفرم را نقض کرده‌اند، به ویژه اصطلاحات مربوط به نفرت پراکنی به کار می‌رود.
ارائه دهندگان خدمات بانکی و مالی، و نیز دیگر شرکت‌ها، هم از ارائه خدمات به فعالان یا سازمان‌های بحث‌برانگیز سرباز زده‌اند، کاری که به عنوان سلب پلتفرم مالی شناخته می‌شود. اصطلاح سلب پلتفرم همچنین به‌طور کلی به تاکتیک‌هایی گفته می‌شود که اغلب با سازماندهی در شبکه‌های اجتماعی برای جلوگیری از شنیدن سخنرانان یا سخنرانی‌های بحث‌برانگیز مورد استفاده قرار می‌گیرند. تاکتیکهای سلب پلتفرم شامل اخلال در سخنرانیها، تلاش برای دعوت نشدن سخنرانان به یک مکان یا رویداد، و انواع مختلف آزار و اذیت شخصی از جمله تلاش برای اخراج یا قرار دادن آنها در لیست سیاه فردی است.

## شبکه‌های اجتماعی
از اوایل سال ۲۰۱۵، پلتفرم‌هایی مانند ردیت شروع به اعمال ممنوعیت‌های گزینشی بر اساس منع " گفتار نفرت پراکنانه " در شرایط خدماتشان کردند. به گفته روزنامه‌نگار فناوری دکلن مکلا، "تلاش‌های سیلیکون ولی برای خاموش کردن نظرات مخالف" از حدود سال ۲۰۱۸ با سرباز زدن توئیتر، فیس بوک و یوتیوب به ارائه خدمات به کاربران خاصی در پلتفرم‌هایشان خود آغاز شد، "با بهانه جور کردن برای تعلیق حساب‌های از نظر ایدئولوژیک ناخوشایند " شروع شد.
گلن رینولدز، استاد حقوق، در مقاله ای در اوت ۲۰۱۸ در وال استریت ژورنال ، سال ۲۰۱۸ را "سال سلب پلتفرم" نامگذاری کرد. به گفته رینولدز، در سال ۲۰۱۸ "غول‌های اینترنتی تصمیم گرفتند در را به روی شماری از افراد و عقایدی که دوست ندارند ببندند. اگر برای ابراز عقاید نامحبوب، به ویژه ایده‌های راست گرایانه، به پلتفرم شخص دیگری اعتماد کنید، دیگر در معرض خطر هستید. " رینولدز از الکس جونز، گوین مکیننس و دنیس پراگر به عنوان قربانیان برجسته سلب پلتفرم بر اساس دیدگاه‌های سیاسی شان در سال ۲۰۱۸ نام برد و خاطرنشان کرد: "افراط گرایان و جنجال طلبان در چپ از سلب پلتفرم نسبتاً در امان هستند."

## مثالهای دیگر

### دونالد ترامپ
در ۶ ژانویه ۲۰۲۱، در یک جلسه مشترک کنگره ایالات متحده، شمارش آرایکالج انتخاباتی با ورود معترضان به تالارهای کاپیتول ایالات متحده دچار وقفه شد. شورشیان طرفداران رئیس‌جمهور دونالد ترامپ بودند که امیدوار بودند باخت رئیس‌جمهور را در انتخابات ۲۰۲۰ به تأخیر بیندازند و لغو کنند. این رویداد منجر به کشته شدن پنج نفر و دستگیری صدها نفر شد. تصدیق آرای الکتورال در پاسی از صبح ۷ ژانویه ۲۰۲۱ به پایان رسید. در پی چندین توییت توسط رئیس‌جمهور ترامپ در ۷ ژانویه ۲۰۲۱، فیس بوک، اینستاگرام، یوتیوب، ردیت و توییتر همه تا حدی ترامپ را سلب پلتفرم کرده‌اند. توییتر حساب شخصی وی @realdonaldtrump را به دلیل ادامه توئیت پیام‌های دروغین در مورد تقلب در انتخابات غیرفعال کرد که به گفته این شرکت می‌توانست به خشونت بیشتری بینجامد. ترامپ متعاقباً پیام‌های مشابهی از حساب رسمی رئیس‌جمهور آمریکا در ایالات متحده @POTUS توئیت کرد که منجر به منع شدن دائمی وی در ۸ ژانویه شد. از دست دادن رسانه‌های قابل توجه باعث گمانه زنی‌های احتمالی شد که پلتفرم رسانه ای شخصی خود را ایجاد خواهد کرد.